# Umm Muwajlat Dżanubijja
Umm Muwajlat Dżanubijja (arab. أم مويلات جنوبية) – miejscowość w Syrii, w muhafazie Idlib. W 2004 roku liczyła 1052 mieszkańców.